# Nuvem de etiquetas

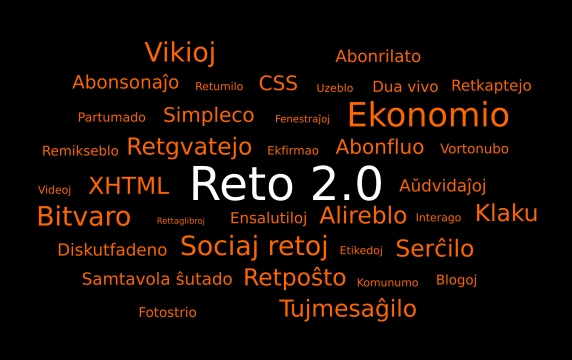
Uma imagem representando uma nuvem de tags

Nuvem de tags, nuvem de palavras ou nuvem de etiquetas é uma lista hierarquizada visualmente, uma forma de apresentar os itens de conteúdo de um website.
Tag (tég) é "etiqueta", "rótulo" ou "legenda". Pense na etiqueta como uma categoria simples. As pessoas em geral podem categorizar páginas web, fotos, e vídeos com qualquer etiqueta que faça sentido. O uso das etiquetas na web foi difundido por sites como Technorati, del.icio.us e Flickr, e o aproveitamento inteligente das novas possibilidades de classificação em interfaces inovadoras significou um alento aos internautas ávidos por melhor sinalização para navegação no mar de conteúdo da rede.
Uma nuvem de etiquetas em geral reúne um conjunto de etiquetas utilizadas em um determinado website disposto em ordem alfabética, e a quantidade de conteúdos que o site apresenta em cada etiqueta é mostrado proporcionalmente pelo tamanho da fonte. Dessa forma, em uma mesma interface é possível localizar uma determinada etiqueta tanto pela ordem alfabética como pela frequência da incidência de conteúdos marcados com a mesma etiqueta no referido site. As etiquetas disponibilizadas na nuvem são links que levam a coleções de itens relacionados às palavras da etiqueta. 
As nuvens de tags podem ser geradas a partir da entrada do público ao vivo usando algum software de apresentação interativa on-line.